# Tornei di tennis maschili nel 1956
Prima della nascita della cosiddetta "Era Open" del tennis, ossia l'apertura ai tennisti professionisti dei tornei che prima di quell'anno erano riservati ai tennisti dilettanti. Nel 1956 i tornei si distinguevano in pro e amatoriali: ai primi potevano partecipare solo i giocatori professionisti, mentre ai secondi potevano partecipare solo i tennisti dilettanti. Tutti i tornei più importanti erano amatoriali tra questi c'erano i tornei del Grande Slam: gli Australian Championships, gli Internazionali di Francia, il Torneo di Wimbledon e gli U.S. National Championships.

## Calendario

### Legenda
| Tornei amatoriali       |
| Tornei professionistici |

### Gennaio
| Settimana  | Torneo                                                                             | Vincitore                              | Finalista              | Semifinalisti             | Eliminati ai quarti                                   |
| ---------- | ---------------------------------------------------------------------------------- | -------------------------------------- | ---------------------- | ------------------------- | ----------------------------------------------------- |
| Gennaio    | Western Province Championships 1956 Città del Capo, Sudafrica Singolare - Doppio   | Ian Vermaak 6-0 6-4 6-4                | Gordon Forbes          |                           |                                                       |
| Gennaio    | Western Province Championships 1956 Città del Capo, Sudafrica Singolare - Doppio   |                                        |                        |                           |                                                       |
| Gennaio    | Border Championships 1956 East London, Sudafrica Singolare - Doppio                | Abe Segal 7-5 6-2 2-6 6-4              | John Hurry             |                           |                                                       |
| Gennaio    | Border Championships 1956 East London, Sudafrica Singolare - Doppio                |                                        |                        |                           |                                                       |
| Gennaio    | Natal Championships 1956 Pietermaritzburg, Sudafrica Singolare - Doppio            | Owen Williams 1-6 6-1 3-6 8-6 6-4      | Byron Talbot           |                           |                                                       |
| Gennaio    | Natal Championships 1956 Pietermaritzburg, Sudafrica Singolare - Doppio            |                                        |                        |                           |                                                       |
| Gennaio    | Eastern Province Championships 1956 Port Elizabeth, Sudafrica Singolare - Doppio   | Eric Sturgess 6-3 6-4 3-6 6-4          | Gordon Forbes          |                           |                                                       |
| Gennaio    | Eastern Province Championships 1956 Port Elizabeth, Sudafrica Singolare - Doppio   |                                        |                        |                           |                                                       |
| 2 gennaio  | Sugar Bowl Invitation 1956 New Orleans, USA Singolare - Doppio                     | Vic Seixas 2-6 4-6 6-2 6-1 6-2         | Dick Savitt            |                           |                                                       |
| 2 gennaio  | Sugar Bowl Invitation 1956 New Orleans, USA Singolare - Doppio                     |                                        |                        |                           |                                                       |
| 2 gennaio  | Perth Championships 1956 Perth, Australia Singolare - Doppio                       | Stan Hicks 3-6 6-3 6-1 4-6 6-2         | Les Grafton            |                           |                                                       |
| 2 gennaio  | Perth Championships 1956 Perth, Australia Singolare - Doppio                       |                                        |                        |                           |                                                       |
| 2 gennaio  | Cumberland Championships 1956 Sydney, Australia Singolare - Doppio                 | Ken Rosewall 6-2 6-4                   | Peter B. Frankland     |                           |                                                       |
| 2 gennaio  | Cumberland Championships 1956 Sydney, Australia Singolare - Doppio                 |                                        |                        |                           |                                                       |
| 2 gennaio  | South Australian Championships 1956 Adelaide, Australia Singolare - Doppio         | Neale Fraser 9-7 4-6 5-7 7-5 7-5       | Lew Hoad               | Roy Emerson Ashley Cooper | Brian Bowman Clive Wilderspin Brian Tobin Neil Gibson |
| 2 gennaio  | South Australian Championships 1956 Adelaide, Australia Singolare - Doppio         |                                        |                        | Roy Emerson Ashley Cooper | Brian Bowman Clive Wilderspin Brian Tobin Neil Gibson |
| 2 gennaio  | Asian Championships 1956 Calcutta, India Singolare - Doppio                        | Kurt Nielsen 6-2 6-4 6-1               | Jack Arkinstall        |                           |                                                       |
| 2 gennaio  | Asian Championships 1956 Calcutta, India Singolare - Doppio                        |                                        |                        |                           |                                                       |
| 6 gennaio  | Royal South Yarra Tournament 1956 Melbourne, Australia Singolare - Doppio          | Don Candy 6-4 6-4                      | Mervyn Rose            |                           |                                                       |
| 6 gennaio  | Royal South Yarra Tournament 1956 Melbourne, Australia Singolare - Doppio          |                                        |                        |                           |                                                       |
| 8 gennaio  | Central India Championships 1956 Allahabad, India Singolare - Doppio               | Kurt Nielsen 2-6 2-6 6-1 6-4 6-2       | Roger Becker           |                           |                                                       |
| 8 gennaio  | Central India Championships 1956 Allahabad, India Singolare - Doppio               |                                        |                        |                           |                                                       |
| 8 gennaio  | Pierre Gillou Indoor 1956 Parigi, Francia Singolare - Doppio                       | Budge Patty 5-7 6-4 6-4 6-4            | Hugh Stewart           |                           |                                                       |
| 8 gennaio  | Pierre Gillou Indoor 1956 Parigi, Francia Singolare - Doppio                       |                                        |                        |                           |                                                       |
| 8 gennaio  | Dixie Championships 1956 Tampa, USA Singolare - Doppio                             | Armando Vieira 6-3 6-3 6-8 14-12       | Allen Morris           |                           |                                                       |
| 8 gennaio  | Dixie Championships 1956 Tampa, USA Singolare - Doppio                             |                                        |                        |                           |                                                       |
| 9 gennaio  | Sydney Manly Seaside Championships 1956 Sydney, Australia Singolare - Doppio       | Lew Hoad 6-2 6-1                       | Ken Rosewall           |                           |                                                       |
| 9 gennaio  | Sydney Manly Seaside Championships 1956 Sydney, Australia Singolare - Doppio       |                                        |                        |                           |                                                       |
| 14 gennaio | New Zealand Championships 1956 Christchurch, Nuova Zelanda Singolare - Doppio      | Jeff Robson 5-7 6-4 4-6 6-0            | Ronald S. McKenzie     |                           |                                                       |
| 14 gennaio | New Zealand Championships 1956 Christchurch, Nuova Zelanda Singolare - Doppio      | M. Davies William Knight               |                        |                           |                                                       |
| 15 gennaio | Western India Championships 1956 Bombay, India Singolare - Doppio                  | Ramanathan Krishnan 5-7 7-5 6-0 ritiro | Jack Arkinstall        |                           |                                                       |
| 15 gennaio | Western India Championships 1956 Bombay, India Singolare - Doppio                  |                                        |                        |                           |                                                       |
| 15 gennaio | Florida West Coast Championships 1956 Saint Petersburg, USA Singolare - Doppio     | Eddie Moylan 6-2 6-2 6-3               | Johann F. Kupferburger |                           |                                                       |
| 15 gennaio | Florida West Coast Championships 1956 Saint Petersburg, USA Singolare - Doppio     |                                        |                        |                           |                                                       |
| 23 gennaio | University of Miami Championships 1956 Coral Gables, USA Singolare - Doppio        | Eddie Moylan 4-6 6-3 6-0 4-6 6-3       | Armando Vieira         |                           |                                                       |
| 23 gennaio | University of Miami Championships 1956 Coral Gables, USA Singolare - Doppio        |                                        |                        |                           |                                                       |
| 29 gennaio | Scandinavian Covered Court Championships 1956 Stoccolma, Svezia Singolare - Doppio | Budge Patty 6-4 13-11 6-2              | Sven Davidson          |                           |                                                       |
| 29 gennaio | Scandinavian Covered Court Championships 1956 Stoccolma, Svezia Singolare - Doppio |                                        |                        |                           |                                                       |
| 30 gennaio | Australian Championships 1956 Brisbane, Australia Singolare - Doppio               | Lew Hoad 6-4 3-6 6-4 7-5               | Ken Rosewall           |                           |                                                       |
| 30 gennaio | Australian Championships 1956 Brisbane, Australia Singolare - Doppio               | Lew Hoad Ken Rosewall 10-8, 13-11, 6-4 | Don Candy Mervyn Rose  |                           |                                                       |
| 31 gennaio | Hollywood Beach Invitation 1956 Hollywood Beach, USA Singolare - Doppio            | Vic Seixas 6-3 6-3                     | Eddie Moylan           |                           |                                                       |
| 31 gennaio | Hollywood Beach Invitation 1956 Hollywood Beach, USA Singolare - Doppio            |                                        |                        |                           |                                                       |

### Febbraio
| Settimana   | Torneo                                                                            | Vincitore                      | Finalista           | Semifinalisti | Eliminati ai quarti |
| ----------- | --------------------------------------------------------------------------------- | ------------------------------ | ------------------- | ------------- | ------------------- |
| 2 febbraio  | All India Hard Court Championships 1956 Madras, India Singolare - Doppio          | Jack Arkinstall 6-4 6-4 6-4    | Bob Perry           |               |                     |
| 2 febbraio  | All India Hard Court Championships 1956 Madras, India Singolare - Doppio          |                                |                     |               |                     |
| 5 febbraio  | German Covered Court Championships 1956 Colonia, Germania Singolare - Doppio      | Torsten Johansson 6-1 6-2 6-3  | Orlando Sirola      |               |                     |
| 5 febbraio  | German Covered Court Championships 1956 Colonia, Germania Singolare - Doppio      |                                |                     |               |                     |
| 12 febbraio | Shadow Mountain Tournament 1956 Palm Springs, USA Singolare - Doppio              | Mike Franks                    | Tom Brown           |               |                     |
| 12 febbraio | Shadow Mountain Tournament 1956 Palm Springs, USA Singolare - Doppio              |                                |                     |               |                     |
| 12 febbraio | French Covered Court Championships 1956 Parigi, Francia Singolare - Doppio        | Budge Patty 6-2 3-6 6-3 6-0    | Sven Davidson       |               |                     |
| 12 febbraio | French Covered Court Championships 1956 Parigi, Francia Singolare - Doppio        |                                |                     |               |                     |
| 12 febbraio | South Florida Championships 1956 West Palm Beach, USA Singolare - Doppio          | Vic Seixas 2-6 6-4 6-2         | Eddie Moylan        |               |                     |
| 12 febbraio | South Florida Championships 1956 West Palm Beach, USA Singolare - Doppio          |                                |                     |               |                     |
| 19 febbraio | Buffalo Indoor 1956 Buffalo, USA Singolare - Doppio                               | Ulf Schmidt                    | Vic Seixas          |               |                     |
| 19 febbraio | Buffalo Indoor 1956 Buffalo, USA Singolare - Doppio                               |                                |                     |               |                     |
| 19 febbraio | Philippines International Championships 1956 Manila, Filippine Singolare - Doppio | Raymundo Deyro 6-2 6-1 7-5     | Herbert Flam        |               |                     |
| 19 febbraio | Philippines International Championships 1956 Manila, Filippine Singolare - Doppio |                                |                     |               |                     |
| 19 febbraio | Florida State Championships 1956 Orlando, USA Singolare - Doppio                  | Armando Vieira 4-6 6-0 6-3 6-1 | Ben Sobieraj        |               |                     |
| 19 febbraio | Florida State Championships 1956 Orlando, USA Singolare - Doppio                  |                                |                     |               |                     |
| 26 febbraio | US Indoors 1956 New York, USA Singolare - Doppio                                  | Sven Davidson 6-1 6-3 8-10 6-3 | Budge Patty         |               |                     |
| 26 febbraio | US Indoors 1956 New York, USA Singolare - Doppio                                  |                                |                     |               |                     |
| 26 febbraio | Gallia Club Championships 1956 Cannes, Francia Singolare - Doppio                 | Jaroslav Drobný 15-13 6-2 6-4  | Ramanathan Krishnan |               |                     |
| 26 febbraio | Gallia Club Championships 1956 Cannes, Francia Singolare - Doppio                 |                                |                     |               |                     |
| 26 febbraio | Ceylon Championships 1956 Colombo, Sri Lanka Singolare - Doppio                   | Jack Arkinstall 9-7 6-0 6-1    | Ulf Schmidt         |               |                     |
| 26 febbraio | Ceylon Championships 1956 Colombo, Sri Lanka Singolare - Doppio                   |                                |                     |               |                     |

### Marzo
| Settimana | Torneo                                                                                               | Vincitore                         | Finalista           | Semifinalisti | Eliminati ai quarti |
| --------- | --- | --------------------------------- | ------------------- | ------------- | ------------------- |
| 3 marzo   | Masters Invitational 1956 Jacksonville, USA Singolare - Doppio                                       | Vic Seixas 6-4 6-3 6-2            | Arthur Larsen       |               |                     |
| 3 marzo   | Masters Invitational 1956 Jacksonville, USA Singolare - Doppio                                       |                                   |                     |               |                     |
| 3 marzo   | Panama Championships 1956 Panama, Panama Singolare - Doppio                                          | Tom Brown walkover                | Sidney Schwartz     |               |                     |
| 3 marzo   | Panama Championships 1956 Panama, Panama Singolare - Doppio                                          |                                   |                     |               |                     |
| 4 marzo   | Riviera Championships 1956 Mentone, Francia Singolare - Doppio                                       | Andres Hammersley 6-1 4-6 6-4 6-1 | Ubert Vincent       |               |                     |
| 4 marzo   | Riviera Championships 1956 Mentone, Francia Singolare - Doppio                                       |                                   |                     |               |                     |
| 11 marzo  | Colombia International 1956 Barranquilla, Colombia Singolare - Doppio                                | Tom Brown 6-1 6-0 6-4             | Mario Llamas        |               |                     |
| 11 marzo  | Colombia International 1956 Barranquilla, Colombia Singolare - Doppio                                |                                   |                     |               |                     |
| 11 marzo  | Egyptian International Cairo Championships 1956 Il Cairo, Egitto Singolare - Doppio                  | Lew Hoad 1-6 6-3 4-6 6-2 6-4      | Sven Davidson       |               |                     |
| 11 marzo  | Egyptian International Cairo Championships 1956 Il Cairo, Egitto Singolare - Doppio                  |                                   |                     |               |                     |
| 11 marzo  | Torneo di Beaulieu 1956 Cannes, Francia Singolare - Doppio                                           | Ubert Vincent 2-6 6-3 6-4         | Antonio Maggi       |               |                     |
| 11 marzo  | Torneo di Beaulieu 1956 Cannes, Francia Singolare - Doppio                                           |                                   |                     |               |                     |
| 11 marzo  | Torneo di La Jolla 1956 La Jolla, USA Singolare - Doppio                                             | Whitney Reed 12-10 2-6 6-3        | Gilbert Shea        |               |                     |
| 11 marzo  | Torneo di La Jolla 1956 La Jolla, USA Singolare - Doppio                                             |                                   |                     |               |                     |
| 18 marzo  | Carlton Club Championships 1956 Cannes, Francia Singolare - Doppio                                   | Jacques Brichant 6-2 6-1 6-3      | Antonio Maggi       |               |                     |
| 18 marzo  | Carlton Club Championships 1956 Cannes, Francia Singolare - Doppio                                   |                                   |                     |               |                     |
| 18 marzo  | Everglades Invitation 1956 Palm Beach, USA Singolare - Doppio                                        | Herbert Flam 6-2 8-10 7-9 6-1 6-2 | Eddie Moylan        |               |                     |
| 18 marzo  | Everglades Invitation 1956 Palm Beach, USA Singolare - Doppio                                        |                                   |                     |               |                     |
| 18 marzo  | New South Wales Hard Court Championships 1956 Wagga Wagga, Australia Singolare - Doppio              | Ken Rosewall 6-2 6-4              | Neale Fraser        |               |                     |
| 18 marzo  | New South Wales Hard Court Championships 1956 Wagga Wagga, Australia Singolare - Doppio              |                                   |                     |               |                     |
| 25 marzo  | Egyptian International Alexandria Championships 1956 Alessandria d'Egitto, Egitto Singolare - Doppio | Lew Hoad 6-3 7-5 9-7              | Frederick Kovaleski |               |                     |
| 25 marzo  | Egyptian International Alexandria Championships 1956 Alessandria d'Egitto, Egitto Singolare - Doppio |                                   |                     |               |                     |
| 25 marzo  | Cannes Lawn Tennis Club Championships 1956 Cannes, Francia Singolare - Doppio                        | Budge Patty 6-4 6-2 0-6 6-3       | Hugh Stewart        |               |                     |
| 25 marzo  | Cannes Lawn Tennis Club Championships 1956 Cannes, Francia Singolare - Doppio                        |                                   |                     |               |                     |
| 25 marzo  | Good Neighbor Tournament 1956 Miami Beach, USA Singolare - Doppio                                    | Herbert Flam 3-6 7-5 6-3 45 7-5   | Vic Seixas          |               |                     |
| 25 marzo  | Good Neighbor Tournament 1956 Miami Beach, USA Singolare - Doppio                                    |                                   |                     |               |                     |
| 25 marzo  | Caribe Hilton Championships 1956 San Juan, Porto Rico Singolare - Doppio                             | Bernard Tut Bartzen 6-2 7-5 6-2   | Ham Richardson      |               |                     |
| 25 marzo  | Caribe Hilton Championships 1956 San Juan, Porto Rico Singolare - Doppio                             |                                   |                     |               |                     |
| 26 marzo  | Queensland Hard Court Championships 1956 Brisbane, Australia Singolare - Doppio                      | Neale Fraser 6-4 12-10            | Rod Laver           |               |                     |
| 26 marzo  | Queensland Hard Court Championships 1956 Brisbane, Australia Singolare - Doppio                      |                                   |                     |               |                     |

### Aprile
| Settimana | Torneo                                                                                | Vincitore                                              | Finalista                     | Semifinalisti            | Eliminati ai quarti                              |
| --------- | ------------------------------------------------------------------------------------- | ------------------------------------------------------ | ----------------------------- | ------------------------ | ------------------------------------------------ |
| aprile    | South African Championships 1956 Johannesburg, Sudafrica Singolare - Doppio           | Ian Vermaak 6-2 4-6 3-6 6-3 8-6                        | Torsten Johansson             |                          |                                                  |
| aprile    | South African Championships 1956 Johannesburg, Sudafrica Singolare - Doppio           |                                                        |                               |                          |                                                  |
| 1º aprile | Monte Carlo Cup 1956 Monte Carlo, Monte Carlo Singolare - Doppio                      | Hugh Stewart 1-6 8-6 6-0 6-2                           | Ubert Vincent                 |                          |                                                  |
| 1º aprile | Monte Carlo Cup 1956 Monte Carlo, Monte Carlo Singolare - Doppio                      |                                                        |                               |                          |                                                  |
| 1º aprile | Caribbean Championships 1956 Montego Bay, Giamaica Singolare - Doppio                 | Ham Richardson 8-6 6-3 6-2                             | Vic Seixas                    |                          |                                                  |
| 1º aprile | Caribbean Championships 1956 Montego Bay, Giamaica Singolare - Doppio                 |                                                        |                               |                          |                                                  |
| 2 aprile  | Darling Downs Championships 1956 Toowoomba, Australia Singolare - Doppio              | Ken Rosewall 6-1 6-4                                   | Percy Gaydon                  |                          |                                                  |
| 2 aprile  | Darling Downs Championships 1956 Toowoomba, Australia Singolare - Doppio              |                                                        |                               |                          |                                                  |
| 3 aprile  | Tasmanian Championships 1956 Hobart, Australia Singolare - Doppio                     | Neale Fraser 2-6 6-2 6-3 4-6 6-1                       | Don Candy                     |                          |                                                  |
| 3 aprile  | Tasmanian Championships 1956 Hobart, Australia Singolare - Doppio                     |                                                        |                               |                          |                                                  |
| 3 aprile  | Western Australian Championships 1956 Perth, Australia Singolare - Doppio             | Clive Wilderspin 4-6 10-8 6-2 6-2                      | Mervyn Rose                   |                          |                                                  |
| 3 aprile  | Western Australian Championships 1956 Perth, Australia Singolare - Doppio             |                                                        |                               |                          |                                                  |
| 3 aprile  | Southport Hard Court Championships 1956 Southport, Gran Bretagna Singolare - Doppio   | J.A.T. Horn 7-5 4-6 6-4                                | Mike Hann                     |                          |                                                  |
| 3 aprile  | Southport Hard Court Championships 1956 Southport, Gran Bretagna Singolare - Doppio   |                                                        |                               |                          |                                                  |
| 4 aprile  | Tally Ho! 1956 Birmingham, Gran Bretagna Singolare - Doppio                           | Jaroslav Drobný 6-0 6-4                                | William Knight                |                          |                                                  |
| 4 aprile  | Tally Ho! 1956 Birmingham, Gran Bretagna Singolare - Doppio                           |                                                        |                               |                          |                                                  |
| 6 aprile  | World Pro Championships 1956 Cleveland, USA Parquet indoor Singolare - Doppio         | Pancho Gonzales 21-15 13-21 21-14 22-20                | Pancho Segura                 | Tony Trabert Rex Hartwig | Frank Parker Carl Earn Frank Kovacs Gene Garrett |
| 6 aprile  | World Pro Championships 1956 Cleveland, USA Parquet indoor Singolare - Doppio         | Tony Trabert Rex Hartwig 18-21 21-11 21-14 13-21 23-21 | Pancho Gonzales Pancho Segura | Tony Trabert Rex Hartwig | Frank Parker Carl Earn Frank Kovacs Gene Garrett |
| 7 aprile  | Roehampton Hard Court Championships 1956 Roehampton, Gran Bretagna Singolare - Doppio | Gerald D. Oakley 6-4 6-4                               | John E. Barrett               |                          |                                                  |
| 7 aprile  | Roehampton Hard Court Championships 1956 Roehampton, Gran Bretagna Singolare - Doppio |                                                        |                               |                          |                                                  |
| 8 aprile  | Lebanon International 1956 Beirut, Libano Singolare - Doppio                          | Lew Hoad 6-3 6-4 6-2                                   | Bob Perry                     |                          |                                                  |
| 8 aprile  | Lebanon International 1956 Beirut, Libano Singolare - Doppio                          |                                                        |                               |                          |                                                  |
| 8 aprile  | St Andrews Invitation 1956 Kingston, Giamaica Singolare - Doppio                      | Herbert Flam 6-1 7-5                                   | Vic Seixas                    |                          |                                                  |
| 8 aprile  | St Andrews Invitation 1956 Kingston, Giamaica Singolare - Doppio                      |                                                        |                               |                          |                                                  |
| 8 aprile  | Nice Lawn Tennis Club Championships 1956 Nizza, Francia Singolare - Doppio            | Paul Remy 6-2 6-3                                      | Pierre Darmon                 |                          |                                                  |
| 8 aprile  | Nice Lawn Tennis Club Championships 1956 Nizza, Francia Singolare - Doppio            |                                                        |                               |                          |                                                  |
| 9 aprile  | Campionati Internazionali di Sicilia 1956 Palermo, Italia Singolare - Doppio          | Giuseppe Merlo 6-4 8-10 6-3 6-2                        | Hugh Stewart                  |                          |                                                  |
| 9 aprile  | Campionati Internazionali di Sicilia 1956 Palermo, Italia Singolare - Doppio          |                                                        |                               |                          |                                                  |
| 14 aprile | Cumberland Hard Court Championships 1956 Hampstead, Gran Bretagna Singolare - Doppio  | Bobby Wilson 1-6 6-3 7-5                               | Mike Davies                   |                          |                                                  |
| 14 aprile | Cumberland Hard Court Championships 1956 Hampstead, Gran Bretagna Singolare - Doppio  |                                                        |                               |                          |                                                  |
| 14 aprile | Australian Hard Court Championships 1956 Melbourne, Australia Singolare - Doppio      | Ashley Cooper 7-5 6-4 9-11 6-4                         | Mervyn Rose                   |                          |                                                  |
| 14 aprile | Australian Hard Court Championships 1956 Melbourne, Australia Singolare - Doppio      |                                                        |                               |                          |                                                  |
| 15 aprile | Dallas Invitation 1956 Dallas, USA Singolare - Doppio                                 | Dick Savitt                                            | Ham Richardson                |                          |                                                  |
| 15 aprile | Dallas Invitation 1956 Dallas, USA Singolare - Doppio                                 |                                                        |                               |                          |                                                  |
| 15 aprile | Campionato Partenopeo 1956 Napoli, Italia Singolare - Doppio                          | Lew Hoad 6-4 6-0                                       | Giuseppe Merlo                |                          |                                                  |
| 15 aprile | Campionato Partenopeo 1956 Napoli, Italia Singolare - Doppio                          |                                                        |                               |                          |                                                  |
| 21 aprile | Rothmans Connaught Championships 1956 Chingford, Gran Bretagna Singolare - Doppio     | Bobby Wilson 6-2 6-1                                   | Robert Howe                   |                          |                                                  |
| 21 aprile | Rothmans Connaught Championships 1956 Chingford, Gran Bretagna Singolare - Doppio     |                                                        |                               |                          |                                                  |
| 21 aprile | Surrey Hard Court Championships 1956 Sutton, Gran Bretagna Singolare - Doppio         | Pablo S. Eisenberg 7-5 6-4                             | Lew Hoad                      |                          |                                                  |
| 21 aprile | Surrey Hard Court Championships 1956 Sutton, Gran Bretagna Singolare - Doppio         |                                                        |                               |                          |                                                  |
| 22 aprile | Torneo di Genova 1956 Genova, Italia Singolare - Doppio                               | Luis Ayala 6-2 6-1 6-1                                 | Jaroslav Drobný               |                          |                                                  |
| 22 aprile | Torneo di Genova 1956 Genova, Italia Singolare - Doppio                               |                                                        |                               |                          |                                                  |
| 22 aprile | Paris International Championships 1956 Parigi, Francia Singolare - Doppio             | Budge Patty 6-2 10-12 6-2 6-1                          | Arthur Larsen                 |                          |                                                  |
| 22 aprile | Paris International Championships 1956 Parigi, Francia Singolare - Doppio             |                                                        |                               |                          |                                                  |
| 22 aprile | Torneo di Wynnum 1956 Wynnum, Australia Singolare - Doppio                            | Malcolm Anderson 6-1 7-5                               | Richard Ogden                 |                          |                                                  |
| 22 aprile | Torneo di Wynnum 1956 Wynnum, Australia Singolare - Doppio                            |                                                        |                               |                          |                                                  |
| 29 aprile | British Hard Court Championships 1956 Bournemouth, Gran Bretagna Singolare - Doppio   | Budge Patty 1-6 6-3 6-3 6-3                            | Ham Richardson                |                          |                                                  |
| 29 aprile | British Hard Court Championships 1956 Bournemouth, Gran Bretagna Singolare - Doppio   |                                                        |                               |                          |                                                  |
| 29 aprile | Torneo di Firenze 1956 Firenze, Italia Singolare - Doppio                             | Sven Davidson 3-6 6-3 6-2 6-2                          | Luis Ayala                    |                          |                                                  |
| 29 aprile | Torneo di Firenze 1956 Firenze, Italia Singolare - Doppio                             |                                                        |                               |                          |                                                  |
| 29 aprile | River Oaks International Tennis Tournament 1956 Houston, USA Singolare - Doppio       | Ham Richardson 7-5 6-0 3-6 6-4                         | Vic Seixas                    |                          |                                                  |
| 29 aprile | River Oaks International Tennis Tournament 1956 Houston, USA Singolare - Doppio       |                                                        |                               |                          |                                                  |

### Maggio
| Settimana | Torneo                                                                                        | Vincitore                               | Finalista                         | Semifinalisti | Eliminati ai quarti |
| --------- | --------------------------------------------------------------------------------------------- | --------------------------------------- | --------------------------------- | ------------- | ------------------- |
| 5 maggio  | London Hard Court Championships 1956 Hurlingham, Gran Bretagna Singolare - Doppio             | John E. Barrett 6-2 1-6 6-4             | Roger Becker                      |               |                     |
| 5 maggio  | London Hard Court Championships 1956 Hurlingham, Gran Bretagna Singolare - Doppio             |                                         |                                   |               |                     |
| 7 maggio  | Wide Bay Tennis Championships 1956 Bundaberg, Australia Singolare - Doppio                    | Les Flanders 6-1 6-1                    | Lex Vinson                        |               |                     |
| 7 maggio  | Wide Bay Tennis Championships 1956 Bundaberg, Australia Singolare - Doppio                    |                                         |                                   |               |                     |
| 7 maggio  | Maroochy Tennis Championships 1956 Nambour, Australia Singolare - Doppio                      | Malcolm Anderson 6-1 6-2                | Achurch                           |               |                     |
| 7 maggio  | Maroochy Tennis Championships 1956 Nambour, Australia Singolare - Doppio                      |                                         |                                   |               |                     |
| 7 maggio  | Granite Belt Championships 1956 Stanthorpe (Australia) Singolare - Doppio                     | Roy Emerson 6-3 6-2                     | Richard Ogden                     |               |                     |
| 7 maggio  | Granite Belt Championships 1956 Stanthorpe (Australia) Singolare - Doppio                     |                                         |                                   |               |                     |
| 8 maggio  | Internazionali d'Italia 1956 Roma, Italia Singolare - Doppio                                  | Lew Hoad 7-5 6-2 6-0                    | Sven Davidson                     |               |                     |
| 8 maggio  | Internazionali d'Italia 1956 Roma, Italia Singolare - Doppio                                  | Jaroslav Drobny Lew Hoad 11-9, 6-2, 6-3 | Nicola Pietrangeli Orlando Sirola |               |                     |
| 12 maggio | Croydon Hard Court Championships 1956 Londra (Shirley Park), Gran Bretagna Singolare - Doppio | Geoffrey Paish 6-3 6-1                  | Brian C. Bowman                   |               |                     |
| 12 maggio | Croydon Hard Court Championships 1956 Londra (Shirley Park), Gran Bretagna Singolare - Doppio |                                         |                                   |               |                     |
| 13 maggio | Southern California Championships 1956 Los Angeles, USA Singolare - Doppio                    | Gilbert Shea 6-1 8-6 2-6 6-2            | Michael Green                     |               |                     |
| 13 maggio | Southern California Championships 1956 Los Angeles, USA Singolare - Doppio                    |                                         |                                   |               |                     |
| 13 maggio | Wiesbaden Championships 1956 Wiesbaden, Germania Singolare - Doppio                           | Lew Hoad 10-8 6-3 6-2                   | Arthur Larsen                     |               |                     |
| 13 maggio | Wiesbaden Championships 1956 Wiesbaden, Germania Singolare - Doppio                           |                                         |                                   |               |                     |
| 19 maggio | Guildford Hard Court Championships 1956 Guildford, Gran Bretagna Singolare - Doppio           | Bruce Gulley 6-3 6-4                    | Graham A. Regan                   |               |                     |
| 19 maggio | Guildford Hard Court Championships 1956 Guildford, Gran Bretagna Singolare - Doppio           |                                         |                                   |               |                     |
| 19 maggio | Torneo di Sutton Coldfield 1956 Sutton, Gran Bretagna Singolare - Doppio                      | Brian C. Bowman 6-1 6-4                 | Robert J. Lee                     |               |                     |
| 19 maggio | Torneo di Sutton Coldfield 1956 Sutton, Gran Bretagna Singolare - Doppio                      |                                         |                                   |               |                     |
| 20 maggio | California State Championships 1956 San Francisco, USA Singolare - Doppio                     | Whitney Reed 6-1 6-3 3-6 6-1            | Jack W. Frost                     |               |                     |
| 20 maggio | California State Championships 1956 San Francisco, USA Singolare - Doppio                     |                                         |                                   |               |                     |
| 21 maggio | West Berlin Championships 1956 Berlino Ovest, Germania Singolare - Doppio                     | Hugh Stewart 6-4 6-0 6-4                | Vladimir Petrović                 |               |                     |
| 21 maggio | West Berlin Championships 1956 Berlino Ovest, Germania Singolare - Doppio                     |                                         |                                   |               |                     |
| 23 maggio | The Priory 1956 Birmingham, Gran Bretagna Singolare - Doppio                                  | Ham Richardson 6-3 6-4 6-4              | John E. Barrett                   |               |                     |
| 23 maggio | The Priory 1956 Birmingham, Gran Bretagna Singolare - Doppio                                  |                                         |                                   |               |                     |
| 26 maggio | Torneo di Lytham St Annes 1956 Lytham St Annes, Gran Bretagna Singolare - Doppio              | Donald L.M. Black 6-1 0-6 7-5           | Brian C. Bowman                   |               |                     |
| 26 maggio | Torneo di Lytham St Annes 1956 Lytham St Annes, Gran Bretagna Singolare - Doppio              |                                         |                                   |               |                     |
| 27 maggio | Internazionali di Francia 1956 Parigi, Francia Singolare - Doppio                             | Lew Hoad 6-4 8-6 6-3                    | Sven Davidson                     |               |                     |
| 27 maggio | Internazionali di Francia 1956 Parigi, Francia Singolare - Doppio                             | Don Candy Bob Perry 7-5, 6-3, 6-3       | Ashley Cooper Lew Hoad            |               |                     |

### Giugno
| Settimana | Torneo | Vincitore                                       | Finalista                 | Semifinalisti | Eliminati ai quarti |
| --------- | --- | ----------------------------------------------- | ------------------------- | ------------- | ------------------- |
| giugno    | Blue and Gray Invitation 1956 Montgomery, USA Singolare - Doppio                                            | Wade Herren 4-6 7-5 6-0                         | Johann F. Kupferburger    |               |                     |
| giugno    | Blue and Gray Invitation 1956 Montgomery, USA Singolare - Doppio                                            |                                                 |                           |               |                     |
| 2 giugno  | Torneo di Harrogate 1956 Harrogate, Gran Bretagna Singolare - Doppio                                        | Marsland] 6-3 9-7                               | G. Bell                   |               |                     |
| 2 giugno  | Torneo di Harrogate 1956 Harrogate, Gran Bretagna Singolare - Doppio                                        |                                                 |                           |               |                     |
| 2 giugno  | Surrey Championships 1956 Surbiton, Gran Bretagna Singolare - Doppio                                        | Ian Vermaak 6-4 6-3                             | Gordon Forbes             |               |                     |
| 2 giugno  | Surrey Championships 1956 Surbiton, Gran Bretagna Singolare - Doppio                                        |                                                 |                           |               |                     |
| 3 giugno  | Hamburg Championships 1956 Amburgo, Germania Singolare - Doppio                                             | Hugh Stewart 6-1 7-9 6-4                        | Jack Arkinstall           |               |                     |
| 3 giugno  | Hamburg Championships 1956 Amburgo, Germania Singolare - Doppio                                             |                                                 |                           |               |                     |
| 3 giugno  | Torneo Godò 1956 Barcellona, Spagna Singolare - Doppio                                                      | Herbert Flam 6-2 6-3 6-0                        | Robert Howe               |               |                     |
| 3 giugno  | Torneo Godò 1956 Barcellona, Spagna Singolare - Doppio                                                      | Don Candy Lew Hoad 6-1, 6-1, 6-2                | Robert Howe Arthur Larsen |               |                     |
| 3 giugno  | German Pro Championships 1956 Bad Ems, Germania Singolare - Doppio                                          | Peter Molloy                                    | non conosciuta (bandiera) |               |                     |
| 3 giugno  | German Pro Championships 1956 Bad Ems, Germania Singolare - Doppio                                          |                                                 |                           |               |                     |
| 4 giugno  | Far North Queensland Championships 1956 Cairns, Australia Singolare - Doppio                                | Mal Perry                                       | Punchard                  |               |                     |
| 4 giugno  | Far North Queensland Championships 1956 Cairns, Australia Singolare - Doppio                                |                                                 |                           |               |                     |
| 4 giugno  | Victorian Hard Court Championships 1956 Melbourne, Australia Singolare - Doppio                             | Mervyn Rose 6-4 6-2                             | David Yates               |               |                     |
| 4 giugno  | Victorian Hard Court Championships 1956 Melbourne, Australia Singolare - Doppio                             |                                                 |                           |               |                     |
| 4 giugno  | Torneo di Warwick 1956 Warwick, Australia Singolare - Doppio                                                | Barry Green 3-6 6-4 6-3                         | L. Flanders               |               |                     |
| 4 giugno  | Torneo di Warwick 1956 Warwick, Australia Singolare - Doppio                                                |                                                 |                           |               |                     |
| 9 giugno  | Torneo di Cheltenham 1956 (East Gloucestershire Championships) Cheltenham, Gran Bretagna Singolare - Doppio | Louis Surville 6-0 6-3                          | Arthur D. Marshall        |               |                     |
| 9 giugno  | Torneo di Cheltenham 1956 (East Gloucestershire Championships) Cheltenham, Gran Bretagna Singolare - Doppio |                                                 |                           |               |                     |
| 9 giugno  | Northern Championships 1956 Manchester, Gran Bretagna Singolare - Doppio                                    | Jaroslav Drobný 2-6 6-3 7-5                     | Lew Hoad                  |               |                     |
| 9 giugno  | Northern Championships 1956 Manchester, Gran Bretagna Singolare - Doppio                                    |                                                 |                           |               |                     |
| 10 giugno | Torneo di Lugano 1956 Lugano, Svizzera Singolare - Doppio                                                   | Neale Fraser 8-6 6-2 2-6 3-6 6-3                | Ulf Schmidt               |               |                     |
| 10 giugno | Torneo di Lugano 1956 Lugano, Svizzera Singolare - Doppio                                                   |                                                 |                           |               |                     |
| 16 giugno | Kent Championships 1956 Beckenham, Gran Bretagna Singolare - Doppio                                         | Malcolm Anderson Sam Giammalva titolo condiviso |                           |               |                     |
| 16 giugno | Kent Championships 1956 Beckenham, Gran Bretagna Singolare - Doppio                                         |                                                 |                           |               |                     |
| 16 giugno | West of England Championships 1956 Bristol, Gran Bretagna Singolare - Doppio                                | Luis Ayala 6-2 8-10 6-4                         | Gordon Forbes             |               |                     |
| 16 giugno | West of England Championships 1956 Bristol, Gran Bretagna Singolare - Doppio                                |                                                 |                           |               |                     |
| 16 giugno | Triple A Championships 1956 Saint Louis, USA Singolare - Doppio                                             | Grant Golden 4-6 6-4 6-3 9-7                    | Francisco Contreras       |               |                     |
| 16 giugno | Triple A Championships 1956 Saint Louis, USA Singolare - Doppio                                             |                                                 |                           |               |                     |
| 23 giugno | Queen's Club Championships 1956 Londra, Gran Bretagna Singolare - Doppio                                    | Neale Fraser 7-5 3-6 9-7                        | Ken Rosewall              |               |                     |
| 23 giugno | Queen's Club Championships 1956 Londra, Gran Bretagna Singolare - Doppio                                    |                                                 |                           |               |                     |
| 24 giugno | Southern Championships 1956 Atlanta, USA Singolare - Doppio                                                 | Jose Aguero 6-2 6-0 6-2                         | Alex Olmedo               |               |                     |
| 24 giugno | Southern Championships 1956 Atlanta, USA Singolare - Doppio                                                 |                                                 |                           |               |                     |
| 24 giugno | Cologne International 1956 Colonia, Germania Singolare - Doppio                                             | Jack Arkinstall 6-1 7-5                         | Ladislav Legenstein       |               |                     |
| 24 giugno | Cologne International 1956 Colonia, Germania Singolare - Doppio                                             |                                                 |                           |               |                     |
| 24 giugno | New Jersey State Championships 1956 East Orange, USA Singolare - Doppio                                     | Eddie Moylan 6-2 1-6-14 6-2                     | Clifton Mayne             |               |                     |
| 24 giugno | New Jersey State Championships 1956 East Orange, USA Singolare - Doppio                                     |                                                 |                           |               |                     |
| 30 giugno | National Collegiate Championships 1956 Kalamazoo, USA Singolare - Doppio                                    | Alex Olmedo 2-6 6-4 6-2 6-1                     | Jack W. Frost             |               |                     |
| 30 giugno | National Collegiate Championships 1956 Kalamazoo, USA Singolare - Doppio                                    |                                                 |                           |               |                     |

### Luglio
| Settimana | Torneo                                                                                    | Vincitore                             | Finalista                            | Semifinalisti                        | Eliminati ai quarti |
| --------- | ----------------------------------------------------------------------------------------- | ------------------------------------- | ------------------------------------ | ------------------------------------ | ------------------- |
| 3 luglio  | Argentina Pro Championships 1956 Buenos Aires, Argentina Terra rossa Singolare - Doppio   | Pancho Gonzales 7-9 6-2 6-1 7-9 10-8  | Frank Sedgman                        | Round Robin Tony Trabert Jack Kramer |                     |
| 3 luglio  | Argentina Pro Championships 1956 Buenos Aires, Argentina Terra rossa Singolare - Doppio   | Tony Trabert Pancho Gonzales 6-4 6-3  | Jack Kramer Frank Sedgman            | Round Robin Tony Trabert Jack Kramer |                     |
| 7 luglio  | Tri-State Championships 1956 Cincinnati, USA Singolare - Doppio                           | Eddie Moylan 6-0 6-3 6-3              | Bernard Tut Bartzen                  |                                      |                     |
| 7 luglio  | Tri-State Championships 1956 Cincinnati, USA Singolare - Doppio                           | Bernard Bartzen Grant Golden 6-3, 6-4 | Reynaldo Garrido Johann Kupferburger |                                      |                     |
| 7 luglio  | Torneo di Wimbledon 1956 Londra, Gran Bretagna Erba Singolare - Doppio                    | Lew Hoad 6-2 4-6 7-5 6-4              | Ken Rosewall                         |                                      |                     |
| 7 luglio  | Torneo di Wimbledon 1956 Londra, Gran Bretagna Erba Singolare - Doppio                    | Lew Hoad Ken Rosewall 7-5, 6-2, 6-1   | Nicola Pietrangeli Orlando Sirola    |                                      |                     |
| 14 luglio | Irish Championships 1956 Dublino, Irlanda Singolare - Doppio                              | Budge Patty 3-6 6-3 6-4 6-3           | Hugh Stewart                         |                                      |                     |
| 14 luglio | Irish Championships 1956 Dublino, Irlanda Singolare - Doppio                              |                                       |                                      |                                      |                     |
| 14 luglio | Midland Counties Championships 1956 Edgbaston, Gran Bretagna Singolare - Doppio           | Trevor Fancutt 7-5 6-3 6-4            | Mike Davies                          |                                      |                     |
| 14 luglio | Midland Counties Championships 1956 Edgbaston, Gran Bretagna Singolare - Doppio           |                                       |                                      |                                      |                     |
| 14 luglio | Western Championships 1956 Indianapolis, USA Singolare - Doppio                           | Vic Seixas 3 sets                     | Eddie Moylan                         |                                      |                     |
| 14 luglio | Western Championships 1956 Indianapolis, USA Singolare - Doppio                           |                                       |                                      |                                      |                     |
| 14 luglio | Nottinghamshire Championships 1956 Nottingham, Gran Bretagna Singolare - Doppio           | Tony Pickard 7-5 6-1                  | Hugh Sweeney                         |                                      |                     |
| 14 luglio | Nottinghamshire Championships 1956 Nottingham, Gran Bretagna Singolare - Doppio           |                                       |                                      |                                      |                     |
| 14 luglio | Durham Championships 1956 Sunderland, Gran Bretagna Singolare - Doppio                    | John O'Brien 6-3 3-6 6-2              | Brian Bowman                         |                                      |                     |
| 14 luglio | Durham Championships 1956 Sunderland, Gran Bretagna Singolare - Doppio                    |                                       |                                      |                                      |                     |
| 15 luglio | Swedish International Hard Court Championships 1956 Båstad, Svezia Singolare - Doppio     | Ken Rosewall 7-5 6-3 6-1              | Kurt Nielsen                         |                                      |                     |
| 15 luglio | Swedish International Hard Court Championships 1956 Båstad, Svezia Singolare - Doppio     |                                       |                                      |                                      |                     |
| 16 luglio | Chicago Pro Championships 1956 Chicago, USA Terra rossa Singolare                         | Pancho Gonzales 6-3 5-7 6-2           | Tony Trabert                         | Jack Kramer Frank Sedgman            |                     |
| 20 luglio | Memphis Pro Championships 1956 Memphis, USA Singolare                                     | Tony Trabert 2-6 6-2 8-6              | Pancho Gonzales                      | Jack Kramer Frank Sedgman            |                     |
| 21 luglio | Torneo di Hoylake & West Kirby 1956 Hoylake, Gran Bretagna Singolare - Doppio             | John O'Brien 6-2 6-4                  | Donald L.M. Black                    |                                      |                     |
| 21 luglio | Torneo di Hoylake & West Kirby 1956 Hoylake, Gran Bretagna Singolare - Doppio             |                                       |                                      |                                      |                     |
| 21 luglio | Torneo di Hythe 1956 Hythe, Gran Bretagna Singolare - Doppio                              | Gerald D. Oakley 4-6 6-2 6-2          | Graham A. Regan                      |                                      |                     |
| 21 luglio | Torneo di Hythe 1956 Hythe, Gran Bretagna Singolare - Doppio                              |                                       |                                      |                                      |                     |
| 21 luglio | Welsh Championships 1956 Newport, Gran Bretagna Singolare - Doppio                        | Alfred Huber 6-3 1-6 9-11 6-4 6-4     | Mike Davies                          |                                      |                     |
| 21 luglio | Welsh Championships 1956 Newport, Gran Bretagna Singolare - Doppio                        |                                       |                                      |                                      |                     |
| 21 luglio | Torneo di Urmston 1956 Urmston, Gran Bretagna Singolare - Doppio                          | Malcolm Gracie 8-6 6-3                | John O'Brien                         |                                      |                     |
| 21 luglio | Torneo di Urmston 1956 Urmston, Gran Bretagna Singolare - Doppio                          |                                       |                                      |                                      |                     |
| 21 luglio | Essex Championships 1956 Frinton, Gran Bretagna Singolare - Doppio                        | Ian Vermaak 6-4 5-7 6-3               | Gordon Forbes                        |                                      |                     |
| 21 luglio | Essex Championships 1956 Frinton, Gran Bretagna Singolare - Doppio                        |                                       |                                      |                                      |                     |
| 22 luglio | U.S. Men's Clay Court Championships 1956 Chicago, USA Singolare - Doppio                  | Herbert Flam 3-6 6-3 1-6 6-3 6-3      | Eddie Moylan                         |                                      |                     |
| 22 luglio | U.S. Men's Clay Court Championships 1956 Chicago, USA Singolare - Doppio                  | Francisco Contreras Alejandro Olmedo  |                                      |                                      |                     |
| 22 luglio | South Queensland Championships 1956 Ipswich, Australia Singolare - Doppio                 | G. Gaydon 6-2 3-6 6-2                 | M. Collins                           |                                      |                     |
| 22 luglio | South Queensland Championships 1956 Ipswich, Australia Singolare - Doppio                 |                                       |                                      |                                      |                     |
| 22 luglio | Torneo di Le Touquet 1956 Le Touquet, Francia Singolare - Doppio                          | Budge Patty 6-2 6-1 6-2               | Luis Ayala                           |                                      |                     |
| 22 luglio | Torneo di Le Touquet 1956 Le Touquet, Francia Singolare - Doppio                          |                                       |                                      |                                      |                     |
| 22 luglio | Czechoslovakian International Championships 1956 Praga, Cecoslovacchia Singolare - Doppio | Don Candy 6-3 6-1 6-1                 | Pierre Darmon                        |                                      |                     |
| 22 luglio | Czechoslovakian International Championships 1956 Praga, Cecoslovacchia Singolare - Doppio |                                       |                                      |                                      |                     |
| 22 luglio | Torneo di Travemünde 1956 Travemünde, Germania Singolare - Doppio                         | Ken Rosewall 8-6 3-6 6-0              | Ladislav Legenstein                  |                                      |                     |
| 22 luglio | Torneo di Travemünde 1956 Travemünde, Germania Singolare - Doppio                         |                                       |                                      |                                      |                     |
| 29 luglio | Colonel Kuntz Cup 1956 Deauville, Francia Singolare - Doppio                              | Ken Rosewall 6-1 6-3 11-9             | Marcel Bernard                       |                                      |                     |
| 29 luglio | Colonel Kuntz Cup 1956 Deauville, Francia Singolare - Doppio                              |                                       |                                      |                                      |                     |
| 29 luglio | Swiss International Championships 1956 Gstaad, Svizzera Singolare - Doppio                | Jaroslav Drobný 7-5 6-3 6-3           | Neale Fraser                         |                                      |                     |
| 29 luglio | Swiss International Championships 1956 Gstaad, Svizzera Singolare - Doppio                |                                       |                                      |                                      |                     |
| 29 luglio | Pennsylvania Lawn Tennis Championship 1956 Haverford, USA Singolare - Doppio              | Vic Seixas 7-5 6-1 6-4                | Arthur Larsen                        |                                      |                     |
| 29 luglio | Pennsylvania Lawn Tennis Championship 1956 Haverford, USA Singolare - Doppio              |                                       |                                      |                                      |                     |
| 29 luglio | Polish International Championships 1956 Sopot, Polonia Singolare - Doppio                 | Andrzej Licis 6-0 6-1 2-6 3-6 6-2     | Władysław Skonecki                   |                                      |                     |
| 29 luglio | Polish International Championships 1956 Sopot, Polonia Singolare - Doppio                 |                                       |                                      |                                      |                     |

### Agosto
| Settimana | Torneo                                                                            | Vincitore                                     | Finalista                                                        | Semifinalisti | Eliminati ai quarti |
| --------- | --------------------------------------------------------------------------------- | --------------------------------------------- | ---------------------------------------------------------------- | ------------- | ------------------- |
| agosto    | Northern Transvaal Championships 1956 Pretoria, Sudafrica Singolare - Doppio      | Owen Williams 6-3 6-2 6-0                     | Vorster                                                          |               |                     |
| agosto    | Northern Transvaal Championships 1956 Pretoria, Sudafrica Singolare - Doppio      |                                               |                                                                  |               |                     |
| agosto    | Intermountain Championships 1956 Salt Lake City, USA Singolare - Doppio           | Gardnar Mulloy 6-2 6-2 6-1                    | Clyde F. Barker                                                  |               |                     |
| agosto    | Intermountain Championships 1956 Salt Lake City, USA Singolare - Doppio           |                                               |                                                                  |               |                     |
| agosto    | Canadian Championships 1956 Vancouver, Canada Singolare - Doppio                  | Noel Brown 6-0 2-6 6-3 6-3                    | Donald Fontana                                                   |               |                     |
| agosto    | Canadian Championships 1956 Vancouver, Canada Singolare - Doppio                  | Earl Baumgardner Noël Brown                   |                                                                  |               |                     |
| 4 agosto  | Torneo di Bedford 1956 Bedford, Gran Bretagna Singolare - Doppio                  | John O'Brien 3-6 6-1 6-2                      | Khawaja Saeed                                                    |               |                     |
| 4 agosto  | Torneo di Bedford 1956 Bedford, Gran Bretagna Singolare - Doppio                  |                                               |                                                                  |               |                     |
| 4 agosto  | Slazenger Pro Championships 1956 Scarborough, Gran Bretagna Singolare - Doppio    | Peter Cawthorn 6-0 6-4 6-3                    | Salem Khaled                                                     |               |                     |
| 4 agosto  | Slazenger Pro Championships 1956 Scarborough, Gran Bretagna Singolare - Doppio    | Peter Cawthorn George Worthington 6-2 6-4 8-6 | Jacques Iemetti Fred Perry                                       |               |                     |
| 5 agosto  | German Championships 1956 Amburgo, Germania Singolare - Doppio                    | Lew Hoad 6-2 5-7 6-4 8-6                      | Orlando Sirola                                                   |               |                     |
| 5 agosto  | German Championships 1956 Amburgo, Germania Singolare - Doppio                    |                                               |                                                                  |               |                     |
| 5 agosto  | Southampton Invitation 1956 Southampton, USA Singolare - Doppio                   | Roy Emerson 6-4 6-1 4-6 8-6                   | Grant Golden                                                     |               |                     |
| 5 agosto  | Southampton Invitation 1956 Southampton, USA Singolare - Doppio                   |                                               |                                                                  |               |                     |
| 5 agosto  | Masters Pro Championships 1956 Los Angeles, USA Cemento Singolare - Doppio        | Pancho Gonzales Round Robin                   | Frank Sedgman Pancho Segura Tony Trabert Rex Hartwig Jack Kramer |               |                     |
| 5 agosto  | Masters Pro Championships 1956 Los Angeles, USA Cemento Singolare - Doppio        | Jack Kramer Pancho Gonzales Round Robin       | Tony Trabert Rex Hartwig Frank Sedgman Pancho Segura             |               |                     |
| 12 agosto | Bavarian Championships 1956 Monaco di Baviera, Germania Singolare - Doppio        | Budge Patty 1-6 0-6 6-2 7-5 6-4               | Lew Hoad                                                         |               |                     |
| 12 agosto | Bavarian Championships 1956 Monaco di Baviera, Germania Singolare - Doppio        |                                               |                                                                  |               |                     |
| 12 agosto | Eastern Grass Court Championships 1956 South Orange, USA Singolare - Doppio       | Ham Richardson 6-3 6-2 6-2                    | Neale Fraser                                                     |               |                     |
| 12 agosto | Eastern Grass Court Championships 1956 South Orange, USA Singolare - Doppio       |                                               |                                                                  |               |                     |
| 18 agosto | British Pro Championships 1956 Eastbourne, Gran Bretagna Singolare - Doppio       | George Worthington 6-2 6-1 6-1                | Bill Moss                                                        |               |                     |
| 18 agosto | British Pro Championships 1956 Eastbourne, Gran Bretagna Singolare - Doppio       | George Worthington Bill Moss 6-1 6-3 6-3      | M. Evans J.S. Pannell                                            |               |                     |
| 19 agosto | Brumana International 1956 Brummana, Libano Singolare - Doppio                    | Budge Patty 6-4 3-6 6-2 6-1                   | Jaroslav Drobný                                                  |               |                     |
| 19 agosto | Brumana International 1956 Brummana, Libano Singolare - Doppio                    |                                               |                                                                  |               |                     |
| 19 agosto | Newport Casino Trophy 1956 Newport, USA Singolare - Doppio                        | Ken Rosewall 6-0 8-6 6-2                      | Ham Richardson                                                   |               |                     |
| 19 agosto | Newport Casino Trophy 1956 Newport, USA Singolare - Doppio                        |                                               |                                                                  |               |                     |
| 19 agosto | Torneo di Viareggio 1956 Viareggio, Italia Singolare - Doppio                     | Nicola Pietrangeli 5-7 3-6 6-1 6-4 6-2        | Giuseppe Merlo                                                   |               |                     |
| 19 agosto | Torneo di Viareggio 1956 Viareggio, Italia Singolare - Doppio                     |                                               |                                                                  |               |                     |
| 25 agosto | Istanbul International Championships 1956 Istanbul, Turchia Singolare - Doppio    | Sven Davidson 11-9 8-6 6-1                    | Budge Patty                                                      |               |                     |
| 25 agosto | Istanbul International Championships 1956 Istanbul, Turchia Singolare - Doppio    |                                               |                                                                  |               |                     |
| 25 agosto | Torneo di Ortisei 1956 Ortisei, Italia Singolare - Doppio                         | Nicola Pietrangeli 3-6 4-6 4-6 6-2 6-2        | Giuseppe Merlo                                                   |               |                     |
| 25 agosto | Torneo di Ortisei 1956 Ortisei, Italia Singolare - Doppio                         |                                               |                                                                  |               |                     |
| 25 agosto | North of England Championships 1956 Scarborough, Gran Bretagna Singolare - Doppio | Bobby Wilson 6-3 6-3                          | Tony Pickard                                                     |               |                     |
| 25 agosto | North of England Championships 1956 Scarborough, Gran Bretagna Singolare - Doppio |                                               |                                                                  |               |                     |
| 26 agosto | Torneo di Gympie 1956 Gympie, Australia Singolare - Doppio                        | Barry Green 9-7 6-3                           | Ruddy                                                            |               |                     |
| 26 agosto | Torneo di Gympie 1956 Gympie, Australia Singolare - Doppio                        |                                               |                                                                  |               |                     |

### Settembre
| Settimana    | Torneo                                                                                       | Vincitore                                  | Finalista                      | Semifinalisti              | Eliminati ai quarti                                               |
| ------------ | -------------------------------------------------------------------------------------------- | ------------------------------------------ | ------------------------------ | -------------------------- | ----------------------------------------------------------------- |
| settembre    | Southern Transvaal Championships 1956 Johannesburg, Sudafrica Singolare - Doppio             | Eric Sturgess 6-3 6-2 7-5                  | Owen Williams                  |                            |                                                                   |
| settembre    | Southern Transvaal Championships 1956 Johannesburg, Sudafrica Singolare - Doppio             |                                            |                                |                            |                                                                   |
| 2 settembre  | Sydney Metropolitan Hard Court Championships 1956 Sydney, Australia Singolare - Doppio       | Warren Woodcock 6-4 6-3                    | Neil Gibson                    |                            |                                                                   |
| 2 settembre  | Sydney Metropolitan Hard Court Championships 1956 Sydney, Australia Singolare - Doppio       |                                            |                                |                            |                                                                   |
| 3 settembre  | Eastern Mediterranean Championships 1956 Atene, Grecia Singolare - Doppio                    | Sven Davidson walkover                     | Budge Patty                    |                            |                                                                   |
| 3 settembre  | Eastern Mediterranean Championships 1956 Atene, Grecia Singolare - Doppio                    |                                            |                                |                            |                                                                   |
| 9 settembre  | Torneo di Venezia 1956 Venezia, Italia Singolare - Doppio                                    | Giuseppe Merlo 6-4 6-2 6-2                 | Jaroslav Drobný                |                            |                                                                   |
| 9 settembre  | Torneo di Venezia 1956 Venezia, Italia Singolare - Doppio                                    |                                            |                                |                            |                                                                   |
| 9 settembre  | Austrian International Championships 1956 Kitzbühel, Austria Singolare - Doppio              | Alfred Huber 6-2 6-4 8-6                   | Lew Hoad                       |                            |                                                                   |
| 9 settembre  | Austrian International Championships 1956 Kitzbühel, Austria Singolare - Doppio              |                                            |                                |                            |                                                                   |
| 9 settembre  | Canadian Invitation 1956 Toronto, Canada Singolare - Doppio                                  | Sven Davidson 6-3 4-6 6-4 6-1              | Kurt Nielsen                   |                            |                                                                   |
| 9 settembre  | Canadian Invitation 1956 Toronto, Canada Singolare - Doppio                                  |                                            |                                |                            |                                                                   |
| 10 settembre | Torneo di Baden-Baden 1956 Baden Baden, Germania Singolare - Doppio                          | Jacques Brichant 6-2 6-2                   | Budge Patty                    |                            |                                                                   |
| 10 settembre | Torneo di Baden-Baden 1956 Baden Baden, Germania Singolare - Doppio                          |                                            |                                |                            |                                                                   |
| 12 settembre | U.S. National Championships 1956 New York, USA Singolare - Doppio                            | Ken Rosewall 4-6 6-2 6-3 6-3               | Lew Hoad                       |                            |                                                                   |
| 12 settembre | U.S. National Championships 1956 New York, USA Singolare - Doppio                            | Lew Hoad Ken Rosewall 6-2, 6-2, 3-6, 6-4   | Hamilton Richardson Vic Seixas |                            |                                                                   |
| 16 settembre | French Pro Championships 1956 Parigi, Francia Terra rossa Singolare - Doppio                 | Tony Trabert 6-3 4-6 5-7 8-6 6-2           | Pancho Gonzales                | Frank Sedgman Rex Hartwig  | Hamid Mohammed Noor Gianni Cucelli Tony Mottram Peter Cawthorn    |
| 16 settembre | French Pro Championships 1956 Parigi, Francia Terra rossa Singolare - Doppio                 | Tony Trabert Pancho Gonzales 6-3 6-2 6-1   | Rex Hartwig Frank Sedgman      | Frank Sedgman Rex Hartwig  | Hamid Mohammed Noor Gianni Cucelli Tony Mottram Peter Cawthorn    |
| 18 settembre | Denver City Championships 1956 Denver, USA Singolare - Doppio                                | Arthur Larsen                              | Pierre Darmon                  |                            |                                                                   |
| 18 settembre | Denver City Championships 1956 Denver, USA Singolare - Doppio                                |                                            |                                |                            |                                                                   |
| 18 settembre | South of England Championships 1956 Eastbourne, Gran Bretagna Singolare - Doppio             | Roger Becker 6-3 6-1                       | Gerald D. Oakley               |                            |                                                                   |
| 18 settembre | South of England Championships 1956 Eastbourne, Gran Bretagna Singolare - Doppio             |                                            |                                |                            |                                                                   |
| 20 settembre | Trophy of Champions 1956 Milano, Italia Terra rossa Singolare                                | Pancho Gonzales 6-4 6-4 6-3                | Frank Sedgman                  | Tony Trabert Rex Hartwig   | Marcello del Bello Rolando del Bello Gianni Cucelli Enzo Pautassi |
| 23 settembre | Pacific Southwest Championships 1956 Los Angeles, USA Singolare - Doppio                     | Herbert Flam 4-6 6-1 5-7 6-3 7-5           | Ken Rosewall                   |                            |                                                                   |
| 23 settembre | Pacific Southwest Championships 1956 Los Angeles, USA Singolare - Doppio                     |                                            |                                |                            |                                                                   |
| 29 settembre | London Pro Indoor Championships 1956 Londra, Gran Bretagna Parquet indoor Singolare - Doppio | Pancho Gonzales 4-6 11-9 11-9 9-7          | Frank Sedgman                  | Pancho Segura Tony Trabert | Rex Hartwig Jan de Mos Peter Cawthorn Tony Mottram                |
| 29 settembre | London Pro Indoor Championships 1956 Londra, Gran Bretagna Parquet indoor Singolare - Doppio | Tony Trabert Pancho Gonzales 6-3 6-4 6-4   | Frank Sedgman Rex Hartwig      | Pancho Segura Tony Trabert | Rex Hartwig Jan de Mos Peter Cawthorn Tony Mottram                |
| 30 settembre | Pacific Coast Championships 1956 Berkeley, USA Singolare - Doppio                            | Ashley Cooper 4-6 6-3 6-4 6-4              | Luis Ayala                     |                            |                                                                   |
| 30 settembre | Pacific Coast Championships 1956 Berkeley, USA Singolare - Doppio                            | Sidney Schwartz Hugh Stewart 6-4, 3-6, 7-5 | Luis Ayala Ulf Schmidt         |                            |                                                                   |
| 30 settembre | Coupe Porée 1956 Parigi, Francia Singolare - Doppio                                          | Jaroslav Drobný 6-2 6-2 6-4                | Pierre Darmon                  |                            |                                                                   |
| 30 settembre | Coupe Porée 1956 Parigi, Francia Singolare - Doppio                                          |                                            |                                |                            |                                                                   |

### Ottobre
| Settimana  | Torneo                                                                                      | Vincitore                               | Finalista         | Semifinalisti | Eliminati ai quarti |
| ---------- | ------------------------------------------------------------------------------------------- | --------------------------------------- | ----------------- | ------------- | ------------------- |
| ottobre    | OFS Championships 1956 Bloemfontein, Sudafrica Singolare - Doppio                           | Owen Williams 6-2 6-3 10-8              | Gaetan Koenig     |               |                     |
| ottobre    | OFS Championships 1956 Bloemfontein, Sudafrica Singolare - Doppio                           |                                         |                   |               |                     |
| ottobre    | Florida Closed Championships 1956 Delray Beach, USA Singolare - Doppio                      | Gerald Moss 6-2 6-4 10-8                | David Harum       |               |                     |
| ottobre    | Florida Closed Championships 1956 Delray Beach, USA Singolare - Doppio                      |                                         |                   |               |                     |
| 1º ottobre | French Pro Closed Championships 1956 Lione, Francia Singolare - Doppio                      | Jacques Iemetti 7-5 3-6 6-0 6-2         | Francois Huszar   |               |                     |
| 1º ottobre | French Pro Closed Championships 1956 Lione, Francia Singolare - Doppio                      | Francois Huszar Courson 6-3 6-1 2-6 6-2 | Naamani A. Contet |               |                     |
| 2 ottobre  | ACT Championships 1956 Canberra, Australia Singolare - Doppio                               | Barry Phillips-Moore 6-2 6-0            | Neil Gibson       |               |                     |
| 2 ottobre  | ACT Championships 1956 Canberra, Australia Singolare - Doppio                               |                                         |                   |               |                     |
| 12 ottobre | Sydney Metropolitan Grass Court Championships 1956 Sydney, Australia Singolare - Doppio     | Roy Emerson 6-4 6-1                     | Don Candy         |               |                     |
| 12 ottobre | Sydney Metropolitan Grass Court Championships 1956 Sydney, Australia Singolare - Doppio     |                                         |                   |               |                     |
| 14 ottobre | Glen Iris Invitational 1956 Melbourne, Australia Singolare - Doppio                         | Ashley Cooper 6-1 7-5                   | Brian Tobin       |               |                     |
| 14 ottobre | Glen Iris Invitational 1956 Melbourne, Australia Singolare - Doppio                         |                                         |                   |               |                     |
| 14 ottobre | South Coast Championships 1956 Southport, Australia Singolare - Doppio                      | Gilmour 6-3 7-5                         | Rod Laver         |               |                     |
| 14 ottobre | South Coast Championships 1956 Southport, Australia Singolare - Doppio                      |                                         |                   |               |                     |
| 16 ottobre | Pan American International Championships 1956 Città del Messico, Messico Singolare - Doppio | Sven Davidson 6-4 6-4 6-2               | Mario Llamas      |               |                     |
| 16 ottobre | Pan American International Championships 1956 Città del Messico, Messico Singolare - Doppio |                                         |                   |               |                     |
| 28 ottobre | Chile International Championships 1956 Santiago, Cile Singolare - Doppio                    | Luis Ayala 6-2 6-4 3-6 4-6 9-7          | Mervyn Rose       |               |                     |
| 28 ottobre | Chile International Championships 1956 Santiago, Cile Singolare - Doppio                    |                                         |                   |               |                     |

### Novembre
| Settimana   | Torneo                                                                                  | Vincitore                                   | Finalista                    | Semifinalisti                  | Eliminati ai quarti                                 |
| ----------- | --------------------------------------------------------------------------------------- | ------------------------------------------- | ---------------------------- | ------------------------------ | --------------------------------------------------- |
| Novembre    | Argentina International Championships 1956 Buenos Aires, Argentina Singolare - Doppio   | Enrique Morea 6-2 6-1 6-2                   | Ulf Schmidt                  |                                |                                                     |
| Novembre    | Argentina International Championships 1956 Buenos Aires, Argentina Singolare - Doppio   |                                             |                              |                                |                                                     |
| 3 novembre  | Queensland Championships 1956 Brisbane, Australia Singolare - Doppio                    | Ashley Cooper 5-7 7-5 6-2 4-6 6-4           | Lew Hoad                     |                                |                                                     |
| 3 novembre  | Queensland Championships 1956 Brisbane, Australia Singolare - Doppio                    |                                             |                              |                                |                                                     |
| 10 novembre | Palace Hotel Covered Court Championships 1956 Torquay, Gran Bretagna Singolare - Doppio | Jaroslav Drobný 6-4 6-2                     | Gerald D. Oakley             |                                |                                                     |
| 10 novembre | Palace Hotel Covered Court Championships 1956 Torquay, Gran Bretagna Singolare - Doppio |                                             |                              |                                |                                                     |
| 17 novembre | New South Wales Championships 1956 Sydney, Australia Singolare - Doppio                 | Ken Rosewall 6-4, 7-5, 6-4                  | Neale Fraser                 | Malcolm Anderson Ashley Cooper | Neil Gibson Roy Emerson Mike Davies Warren Woodcock |
| 17 novembre | New South Wales Championships 1956 Sydney, Australia Singolare - Doppio                 | Ashley Cooper Neale Fraser 6-4 6-4 3-6, 6-3 | Malcolm Anderson Roy Emerson | Malcolm Anderson Ashley Cooper | Neil Gibson Roy Emerson Mike Davies Warren Woodcock |
| 18 novembre | Perth Spring Tournament 1956 Perth, Australia Singolare - Doppio                        | Clive Wilderspin 6-1 7-5 6-1                | Aleck Bridge                 |                                |                                                     |
| 18 novembre | Perth Spring Tournament 1956 Perth, Australia Singolare - Doppio                        |                                             |                              |                                |                                                     |
| 19 novembre | Coupe Albert Canet 1956 Parigi, Francia Singolare - Doppio                              | Budge Patty 6-4 6-4 8-6                     | Jaroslav Drobný              |                                |                                                     |
| 19 novembre | Coupe Albert Canet 1956 Parigi, Francia Singolare - Doppio                              |                                             |                              |                                |                                                     |
| 26 novembre | Torneo di Grenoble 1956 Grenoble, Francia Singolare - Doppio                            | Jaroslav Drobný 6-3 8-6 6-0                 | Jean-Claude Molinari         |                                |                                                     |
| 26 novembre | Torneo di Grenoble 1956 Grenoble, Francia Singolare - Doppio                            |                                             |                              |                                |                                                     |

### Dicembre
| Settimana   | Torneo                                                                     | Vincitore                            | Finalista     | Semifinalisti | Eliminati ai quarti |
| ----------- | -------------------------------------------------------------------------- | ------------------------------------ | ------------- | ------------- | ------------------- |
| Dicembre    | Border Championships 1956 East London, Sudafrica Singolare - Doppio        | Trevor Fancutt 6-0 6-2 6-4           | Owen Williams |               |                     |
| Dicembre    | Border Championships 1956 East London, Sudafrica Singolare - Doppio        |                                      |               |               |                     |
| 1º dicembre | South Australian Championships 1956 Adelaide, Australia Singolare - Doppio | Ken Rosewall 6-1, 7-5, 6-1           | Lew Hoad      |               |                     |
| 1º dicembre | South Australian Championships 1956 Adelaide, Australia Singolare - Doppio |                                      |               |               |                     |
| 15 dicembre | Victorian Championships 1956 Adelaide, Australia Singolare - Doppio        | Ken Rosewall 5–7, 7–5, 6–2, 4–6, 6–4 | Lew Hoad      |               |                     |
| 15 dicembre | Victorian Championships 1956 Adelaide, Australia Singolare - Doppio        |                                      |               |               |                     |

### Senza data
| Settimana  | Torneo                                                                    | Vincitore               | Finalista      | Semifinalisti                     | Eliminati ai quarti                                               |
| ---------- | ------------------------------------------------------------------------- | ----------------------- | -------------- | --------------------------------- | ----------------------------------------------------------------- |
| Senza data | Auckland Glass Invitation 1956 Auckland, Nuova Zelanda Singolare - Doppio | Bob Perry 6-4, 6-3, 6-3 | Allan S. Burns | Ronald S. McKenzie Jeff E. Robson | Peter Healey Barry Phillips-Moore Corbett T. Parker Esteban Reyes |
| Senza data | Auckland Glass Invitation 1956 Auckland, Nuova Zelanda Singolare - Doppio |                         |                | Ronald S. McKenzie Jeff E. Robson | Peter Healey Barry Phillips-Moore Corbett T. Parker Esteban Reyes |

## Pro tour
Nel corso dell'anno si giocarono diversi tornei che facevano parte dei pro tour: un insieme di tornei composti da pochi partecipanti: da 2, 4 o 6 giocatori in cui i migliori tennisti si sfidavano in scontri diretti in varie località. Il vincitore del tour era il tennista che aveva un vantaggio nei testa a testa con gli altri giocatori.
| Data                          | Località    | Nome del tour            | Partecipanti                                                                       |
| ----------------------------- | ----------- | ------------------------ | ---------------------------------------------------------------------------------- |
| 9 dicembre 1955 3 giugno 1956 | Stati Uniti | World Pro Tour 1955-1956 | 1) Pancho Gonzales 74-24 2) Tony Trabert 24-74                                     |
| novembre 1956 dicembre 1956   | Sudafrica   | South African Tour 1956  | 1) Pancho Gonzales 9–4 2) Frank Sedgman 7–6 3) Tony Trabert 6–7 4) Rex Hartwig 4–9 |